# Ruprecht II. (Pfalz)

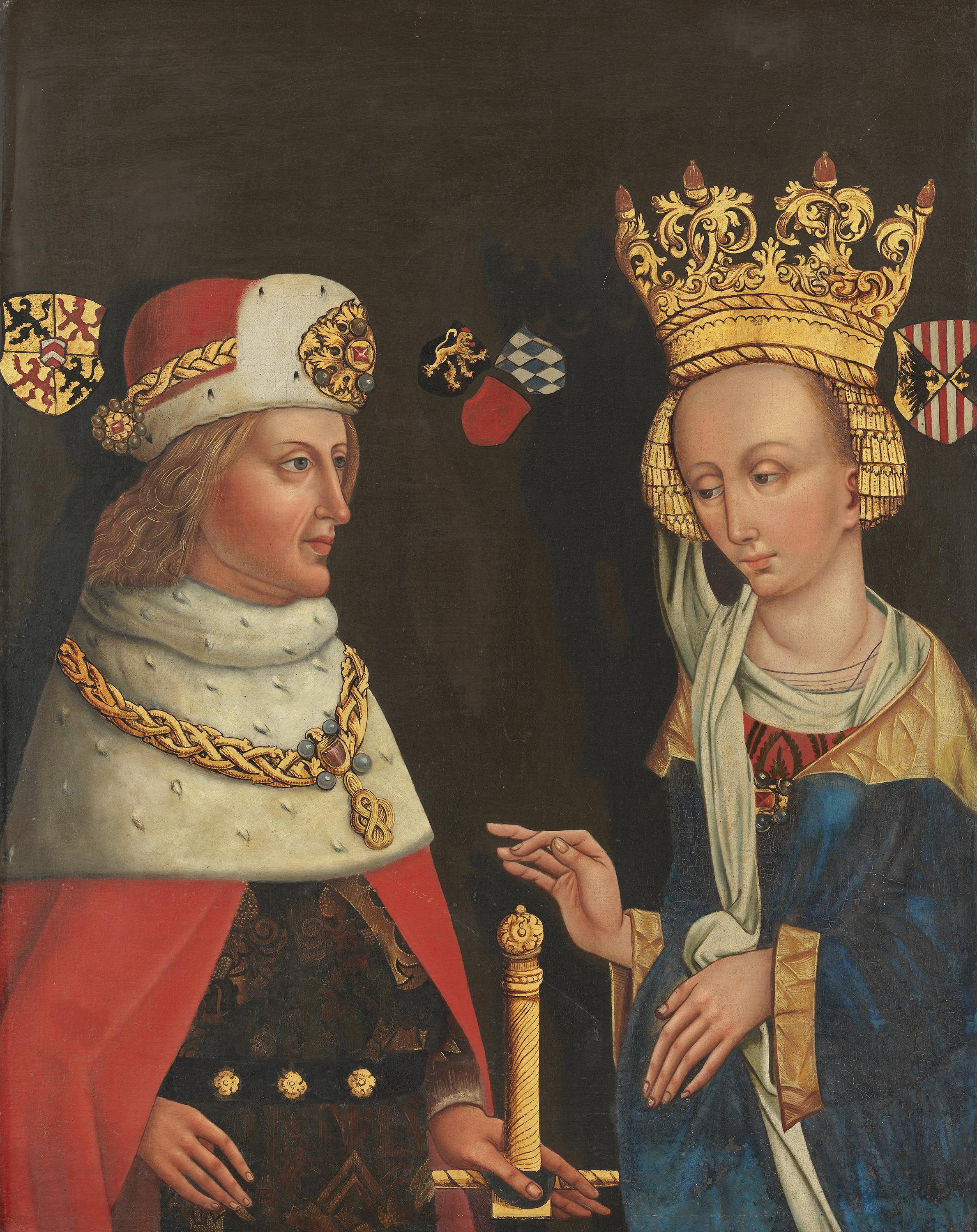
Ruprecht II. und seine Gattin Beatrix von Sizilien-Aragon

Siegel der Universität Heidelberg von 1386. Ruprecht I. kniet rechts von St. Petrus, mit dem Pfälzer Löwenwappen, der Mitregent Ruprecht II. links mit Rautenwappen

Ruprecht II., der Harte oder der Ernste (* 12. Mai 1325 in Amberg; † 6. Januar 1398 ebenda) war Pfalzgraf und Kurfürst von der Pfalz (1390–1398).

## Leben
Ruprechts von der Pfalz Eltern waren Pfalzgraf Adolf der Redliche und Prinzessin Irmengard von Oettingen. Ruprechts Vater Adolf war 1327 im vergeblichen Kampf um sein Erbteil gestorben. Dessen Onkel Ludwig der Bayer hielt damals die Rheinpfalz besetzt. Der junge Prinz wuchs unter der Vormundschaft seines österreichisch gesinnten Onkels, des Grafen Johann I. von Nassau-Weilburg heran. 1329 kam es im Hausvertrag von Pavia zum Ausgleich zwischen Ludwig dem Bayern und Adolfs Brüdern Rudolf II. und Ruprecht I. An Stelle seines verstorbenen Vaters Pfalzgraf Adolf trat der vierjährige Ruprecht II. mit in die Erbschaft ein.
1334 einigte sich Ruprecht I. mit seinem unmündigen Neffen Ruprecht II. dahingehend, dass sie im Falle einer Teilung mit Rudolf II. die ihnen zufallenden Stücke gemeinsam besitzen und verwalten wollten. Dazu kam es im Februar 1338, als ihnen in der ersten Pfälzischen Landesteilung gemeinsam der größte Teil der Rheinpfalz mit Heidelberg und ein Stück der Oberpfalz zugewiesen wurde. Sie regierten diese Gebiete bis Ende des Jahres 1353 zusammen, als nach dem Tod Rudolfs II. eine neuerliche Landesteilung erfolgte. Hier erhielt Ruprecht I. das Hauptstück des Gesamtterritoriums, einschließlich Rudolfs ehemaligem Gebiet, Ruprecht II. nur einen kleineren Teil, darunter die bedeutenderen Orte Lindenfels, Alzey, Stromberg (Hunsrück) und Burg Stahleck. 1355 avancierte Ruprecht II. zum Nachfolger seines Onkels Ruprecht I., falls dieser ohne männliche Erben bleiben sollte. Dieses Abkommen erfuhr 1357 eine nochmalige Bestätigung; 1368 einigten sich beide über die zukünftige Unteilbarkeit der meisten Gebiete und der Neffe stieg zum Mitregenten auf. In dieser Eigenschaft beteiligte er sich an der Gründung der Universität Heidelberg durch seinen Onkel Ruprecht I. und ist mit diesem auch auf dem historischen Universitätssiegel von 1386 abgebildet. 
Im Städtekrieg 1387–1389 ging er mit großer Härte vor. 1390, nach dem Tod des Onkels, trat Ruprecht II. die Nachfolge als Pfalzgraf des Gesamtstaates an und erklärte sich 1394, mit Einverständnis König Wenzels, auch zum Kurfürsten. Es verblieben ihm nur knapp 7 Lebensjahre zur Alleinregierung.
1391 vertrieb Ruprecht Juden und Häretiker aus der Pfalz, beschlagnahmte den gesamten Besitz und vermachte ihn der Universität Heidelberg. 1395 erließ er die so genannte Rupertinische Konstitution, welche den Zusammenhalt der Teile der Pfalz sichern sollte. Dadurch wurde unter anderen die ehemalige freie Reichsstadt Neckargemünd in die Kurpfalz eingegliedert.
Ruprecht II. liegt im Zisterzienserkloster Schönau bei Heidelberg begraben. Sein Testament offenbart eine Haltung der Demut, wie Werner Rösener in seinem Buch „Tradition und Erinnerung in Adelsherrschaft und bäuerlicher Gesellschaft“ (2003) festhält. Der Wittelsbacher wollte zum Zeichen der Buße in einem einfachen Leinengewand mit einem Stein oder Erdklumpen unter seinem Kopf begraben werden, in einem Grab, das nicht über den Boden erhaben sowie durch eine einfache Platte mit dem Kreuzzeichen bedeckt sein und sich zu Füßen des Grabes seines Vaters Adolf befinden sollte.
In der als Memoria des Hauses Wittelsbach gegründeten Stiftskirche (Neustadt an der Weinstraße) besteht für Kurfürst Ruprecht II. und seine Gemahlin Beatrix von Sizilien-Aragon ein ewiges Messgedächtnis.

Der Historiker Jakob Wille beurteilt den Fürsten folgendermaßen

„Ohne Zweifel war Ruprecht II. gleich seinem Oheim ein Mann von großer Tatkraft, zielbewußtem Streben und klugem berechnendem Sinn; in langer gemeinsamer Regierung mit dem erfahrenen alten Ruprecht in politischen Dingen gut geschult, im Reiche ebenso tätig wie in der Verwaltung seines eigenen Staates, dem er das Erworbene zu erhalten und auch neues Besitzthum zu erwerben verstand. Milde und Versöhnlichkeit, die seinem Oheim eigen waren, fehlten ihm. Er macht den Eindruck einer kalten herrischen Natur und der Beiname „des Harten“, den ihm die Geschichte gesichert hat, kennzeichnet am besten sein Wesen.“

## Heirat und Nachkommen
Kurfürst Ruprecht II. von der Pfalz heiratete 1345 Beatrix von Sizilien-Aragon (1326–1365), die Tochter des Königs Peter II. von Sizilien aus dem Hause Aragon und dessen Gattin Elisabeth von Kärnten. Aus der Ehe gingen sieben Kinder hervor:
- Anna (1346–1415) ⚭ 1360 Herzog Wilhelm II. von Berg
- Friedrich (1347–1395)
- Johann (1349–1395)
- Mechthild (1350–1378) ⚭ 1378 Graf Sigost von Leuchtenberg
- Elisabeth (1351–1401), verlobt mit dem Burggrafen Albrecht von Nürnberg
- Ruprecht III. (1352–1410) ⚭ 1374 Burggräfin Elisabeth von Hohenzollern-Nürnberg (1358–1411), 1400 bis 1410 römisch-deutscher König
- Adolf (1355–1358), bestattet im Kloster Liebenau, Worms[2]

Ruprecht II. war über 30 Jahre lang verwitwet und heiratete nicht mehr. Aus dieser Zeit hatte er eine illegitime Tochter namens Else von Stromberg, die seit 1392 als Dominikanerin im Kloster Liebenau zu Worms lebte.
Alle heute lebenden Wittelsbacher stammen von Ruprecht ab.